# 西里尔·伯特
西里尔·伯特爵士（英語：Sir Cyril Lodowic Burt，1883年3月3日—1971年10月10日），英国教育心理学家，发展了心理测验中的因素分析方法。在他去世后不久，有人指责他在遗传和智力研究中曾经伪造数据，使他的名誉大为受损。后来有人替他平反。

## 生平

### 早年
西里尔·伯特出生于1883年3月3日，是西里尔·塞西尔·巴罗·伯特医生（1857年出生）和妻子玛撒的长子。关于他的出生地有几种不同的说法，包括英国沃里克郡的埃文河畔斯特拉特福或者伦敦。他的父亲虽然是学医出身，但起初依靠一爿药店养家，取得行医执照以后，得以担任伦敦威斯敏斯特医院的助理外科住院医生和助理妇产科医生。 。西里尔·伯特开始接受教育，是在伦敦圣詹姆斯公园附近的一所寄宿學校
。
1890年，伯特全家暂时移居到泽西，然后在1893年又迁居沃里克郡的Snitterfield，伯特的父亲在那里开办了一个乡村诊所。
1907年，麦独孤邀请伯特帮忙参与弗兰西斯·高尔顿提议的英国全国性的身体和心理特征调查，从事心理测验的标准化工作。这项工作使伯特接触到优生学、查尔斯·斯皮尔曼和卡尔·皮尔森。1908年夏天，伯特访问德国维尔茨堡大学，在那里首次遇到心理学家奥斯瓦尔德·屈尔佩 。

### 教育心理学工作
1908年，伯特担任利物浦大学的心理学讲师和生理学助理讲师，在那里他在著名生理学家查尔斯·谢林顿爵士手下工作。